# Aphelandra benoistii
Aphelandra benoistii är en akantusväxtart som beskrevs av Wasshausen. Aphelandra benoistii ingår i släktet Aphelandra och familjen akantusväxter. Inga underarter finns listade i Catalogue of Life.